# Adaugo Nwachukwu
Adaugo Diana Nwachukwu (ur. 25 maja 2003) – amerykańska zapaśniczka walcząca w stylu wolnym.
Złota medalistka wojskowych MŚ w 2024. Trzecia na MŚ juniorów w 2022. Wicemistrzyni panamerykańska U-23 w 2024 roku.
Zawodniczka Silver Creek High School i William Penn University, a także United States Army.